# Ceratolejeunea cubensis
Ceratolejeunea cubensis là một loài Rêu trong họ Lejeuneaceae. Loài này được (Mont.) Schiffner mô tả khoa học đầu tiên năm 1893.